# Megaherbívoro

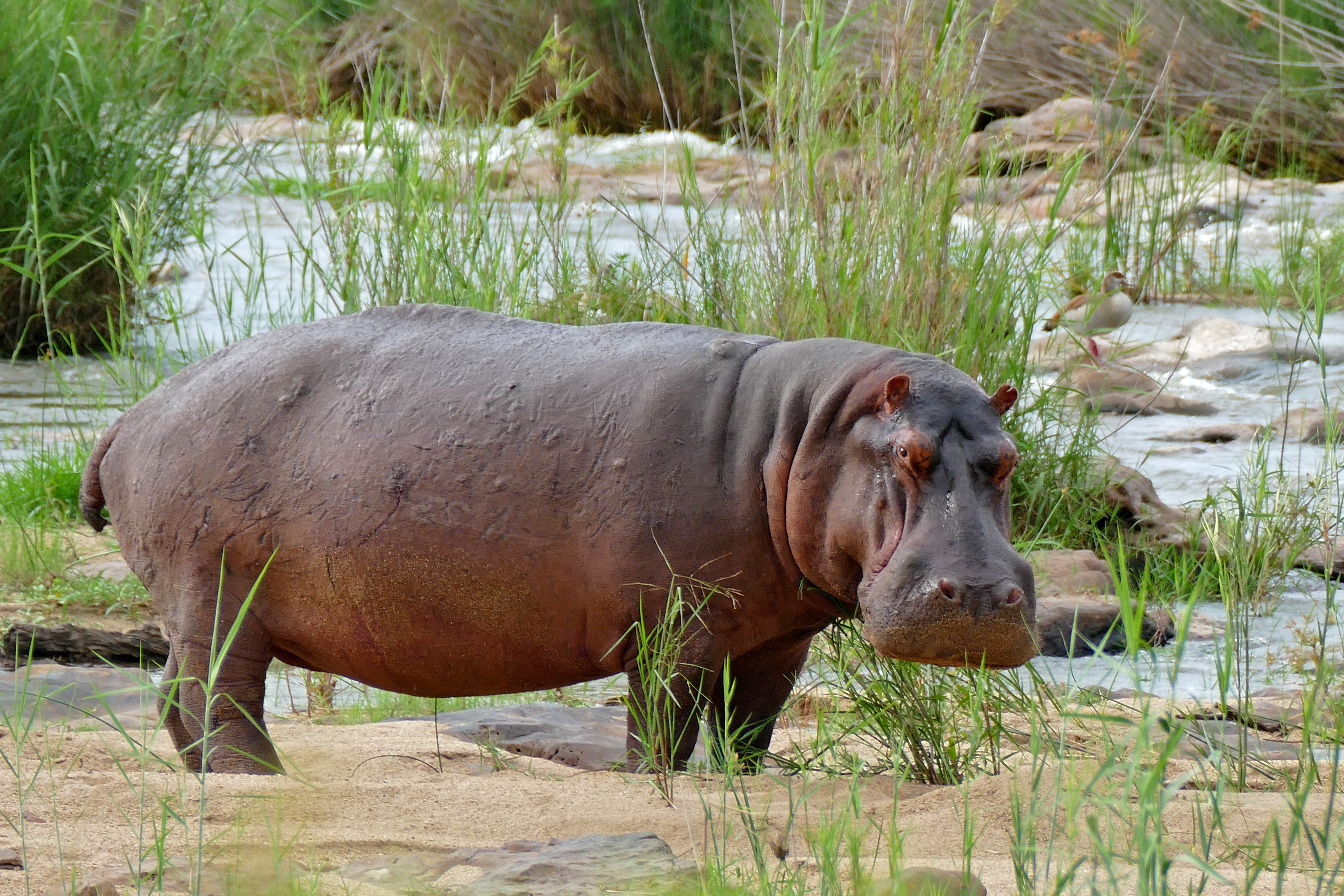
El hipopótamo es un megaherbívoro.

Los megaherbívoros (del griego μέγας megas «grande» y del latín herbivora «herbívoro») son grandes herbívoros que pueden superar los 1000 kilogramos (2204,6 lb) de peso. Los primeros herbívoros que alcanzaron tales tamaños, como los pareiasáuridos, aparecieron en el Pérmico. Durante la mayor parte del Mesozoico, el nicho de los megaherbívoros estuvo dominado por los dinosaurios hasta su extinción en el Cretácico-Paleógeno. Tras este periodo, las especies de mamíferos pequeños evolucionaron hacia grandes herbívoros en el Paleógeno. Como parte de la extinción de la megafauna del Pleistoceno tardío, el 80 % de las especies de megaherbívoros se extinguieron, algunos por completo en Europa, Australia y América. Entre los megaherbívoros recientes figuran elefantes, rinocerontes, hipopótamos y jirafas. Existen nueve especies de megaherbívoros terrestres en África y Asia. El elefante africano de sabana es la especie existente más grande en la actualidad.
Los megaherbívoros existentes son especies clave en su entorno. Desfolian el paisaje y esparcen un mayor número de semillas que otros frugívoros. Los megaherbívoros actuales, como la mayoría de los grandes mamíferos, son especies de selección K y se caracterizan por su gran tamaño, su relativa inmunidad a la depredación, su efecto sobre las especies vegetales y su tolerancia alimentaria.

## Definición
Los megaherbívoros son grandes herbívoros que pesan más de 1 tonelada cuando están completamente desarrollados. Incluyen tanto herbívoros marinos como terrestres y se clasifican como el tipo más grande de megafauna terrestre (>45 kg).

## Evolución

### Pérmico
Los megaherbívoros evolucionaron por primera vez a principios del Pérmico (300 mya). Los primeros megaherbívoros eran sinápsidos; se volvieron algo raros tras la extinción del Pérmico-Triásico. Los taxones consistían principalmente en dicinodontos y pareiasáuridos. La causa exacta de la extinción sigue siendo desconocida. Se cree que la causa principal de la extinción fueron las erupciones volcánicas de basalto de inundación que crearon los Traps siberianos, que liberaron dióxido de azufre y dióxido de carbono, dando lugar a la euxinia, elevando las temperaturas globales y acidificando los océanos.

### Triásico
Lisowicia fue el último dicinodonte que vivió y se extinguió en el Triásico tardío. Algunos científicos han propuesto que nunca hubo un evento de extinción Triásico-Jurásico, pero otros sostienen que las extinciones ocurrieron antes. No obstante, se cree que los basaltos de inundación fueron los principales causantes de las extinciones hacia el final del Triásico.

### Jurásico
La estructura taxonómica cambió entonces a sauropodomorfos. Otros taxones fueron los estegosaurios y los anquilosaurios. El cambio de taxonomía se produjo aproximadamente al mismo tiempo que la divergencia de la vegetación predominante y las extinciones. Los nuevos taxones pueden haber causado una exclusión competitiva (es decir, predominar y eliminar a otro taxón), o pueden haber adoptado el nicho ecológico de grupos extinguidos.
|  | Dicynodontia (Pérmico, Triásico)        |
|  |                                         |
|  | Mammalia (pequeños, hasta el Paleógeno) |
|  |                                         |

|  | Pareiasaurus (Pérmico)                   |
|  |                                          |
|  | Dinosauria (pequeños, hasta el Jurásico) |
|  |                                          |

|  | Dicynodontia (Pérmico, Triásico)        |
|  |                                         |
|  | Mammalia (pequeños, hasta el Paleógeno) |
|  |                                         |

|  | Pareiasaurus (Pérmico)                   |
|  |                                          |
|  | Dinosauria (pequeños, hasta el Jurásico) |
|  |                                          |

|  | Dicynodontia (Pérmico, Triásico)        |
|  |                                         |
|  | Mammalia (pequeños, hasta el Paleógeno) |
|  |                                         |

|  | Pareiasaurus (Pérmico)                   |
|  |                                          |
|  | Dinosauria (pequeños, hasta el Jurásico) |
|  |                                          |

|  | Dicynodontia (Pérmico, Triásico)        |
|  |                                         |
|  | Mammalia (pequeños, hasta el Paleógeno) |
|  |                                         |

|  | Pareiasaurus (Pérmico)                   |
|  |                                          |
|  | Dinosauria (pequeños, hasta el Jurásico) |
|  |                                          |

### Cretácico
Desde el Triásico hasta el Cretácico, un conjunto diverso de dinosaurios megaherbívoros, como los saurópodos, ocuparon diferentes nichos ecológicos. Basándose en su dentición, los anquilosaurios pueden haber consumido principalmente plantas suculentas, a diferencia de los nodosaurios, que eran principalmente ramoneadores. Se cree que los ceratópsidos se alimentaban de vegetación escarpada, debido a que su mandíbula estaba diseñada para un efecto aplastante. Los estudios sobre la dentición de los hadrosaurios concluyeron que se alimentaban principalmente de frutos.
|  | (Dinosaurios carnívoros) |
|  |                          |
|  | Sauropoda                |
|  |                          |

| Ankylosauria | \| \| Nodosauridae \| \| \| \| \| \| Ankylosauridae \| \| \| \| |
|              | \| \| Nodosauridae \| \| \| \| \| \| Ankylosauridae \| \| \| \| |
| Stegosauria  | Stegosauridae                                                   |
|              | Stegosauridae                                                   |
|              | Nodosauridae                                                    |
|              |                                                                 |
|              | Ankylosauridae                                                  |
|              |                                                                 |

|  | Nodosauridae   |
|  |                |
|  | Ankylosauridae |
|  |                |

| Ceratopsidae  | \| \| Centrosaurinae \| \| \| \| \| \| Chasmosaurinae \| \| \| \| |
|               | \| \| Centrosaurinae \| \| \| \| \| \| Chasmosaurinae \| \| \| \| |
| Hadrosauridae | Lambeosaurinae                                                    |
|               | Lambeosaurinae                                                    |
|               | Centrosaurinae                                                    |
|               |                                                                   |
|               | Chasmosaurinae                                                    |
|               |                                                                   |

|  | Centrosaurinae |
|  |                |
|  | Chasmosaurinae |
|  |                |

| Ankylosauria | \| \| Nodosauridae \| \| \| \| \| \| Ankylosauridae \| \| \| \| |
|              | \| \| Nodosauridae \| \| \| \| \| \| Ankylosauridae \| \| \| \| |
| Stegosauria  | Stegosauridae                                                   |
|              | Stegosauridae                                                   |
|              | Nodosauridae                                                    |
|              |                                                                 |
|              | Ankylosauridae                                                  |
|              |                                                                 |

|  | Nodosauridae   |
|  |                |
|  | Ankylosauridae |
|  |                |

| Ceratopsidae  | \| \| Centrosaurinae \| \| \| \| \| \| Chasmosaurinae \| \| \| \| |
|               | \| \| Centrosaurinae \| \| \| \| \| \| Chasmosaurinae \| \| \| \| |
| Hadrosauridae | Lambeosaurinae                                                    |
|               | Lambeosaurinae                                                    |
|               | Centrosaurinae                                                    |
|               |                                                                   |
|               | Chasmosaurinae                                                    |
|               |                                                                   |

|  | Centrosaurinae |
|  |                |
|  | Chasmosaurinae |
|  |                |

|  | (Dinosaurios carnívoros) |
|  |                          |
|  | Sauropoda                |
|  |                          |

| Ankylosauria | \| \| Nodosauridae \| \| \| \| \| \| Ankylosauridae \| \| \| \| |
|              | \| \| Nodosauridae \| \| \| \| \| \| Ankylosauridae \| \| \| \| |
| Stegosauria  | Stegosauridae                                                   |
|              | Stegosauridae                                                   |
|              | Nodosauridae                                                    |
|              |                                                                 |
|              | Ankylosauridae                                                  |
|              |                                                                 |

|  | Nodosauridae   |
|  |                |
|  | Ankylosauridae |
|  |                |

| Ceratopsidae  | \| \| Centrosaurinae \| \| \| \| \| \| Chasmosaurinae \| \| \| \| |
|               | \| \| Centrosaurinae \| \| \| \| \| \| Chasmosaurinae \| \| \| \| |
| Hadrosauridae | Lambeosaurinae                                                    |
|               | Lambeosaurinae                                                    |
|               | Centrosaurinae                                                    |
|               |                                                                   |
|               | Chasmosaurinae                                                    |
|               |                                                                   |

|  | Centrosaurinae |
|  |                |
|  | Chasmosaurinae |
|  |                |

| Ankylosauria | \| \| Nodosauridae \| \| \| \| \| \| Ankylosauridae \| \| \| \| |
|              | \| \| Nodosauridae \| \| \| \| \| \| Ankylosauridae \| \| \| \| |
| Stegosauria  | Stegosauridae                                                   |
|              | Stegosauridae                                                   |
|              | Nodosauridae                                                    |
|              |                                                                 |
|              | Ankylosauridae                                                  |
|              |                                                                 |

|  | Nodosauridae   |
|  |                |
|  | Ankylosauridae |
|  |                |

| Ceratopsidae  | \| \| Centrosaurinae \| \| \| \| \| \| Chasmosaurinae \| \| \| \| |
|               | \| \| Centrosaurinae \| \| \| \| \| \| Chasmosaurinae \| \| \| \| |
| Hadrosauridae | Lambeosaurinae                                                    |
|               | Lambeosaurinae                                                    |
|               | Centrosaurinae                                                    |
|               |                                                                   |
|               | Chasmosaurinae                                                    |
|               |                                                                   |

|  | Centrosaurinae |
|  |                |
|  | Chasmosaurinae |
|  |                |

### Paleógeno

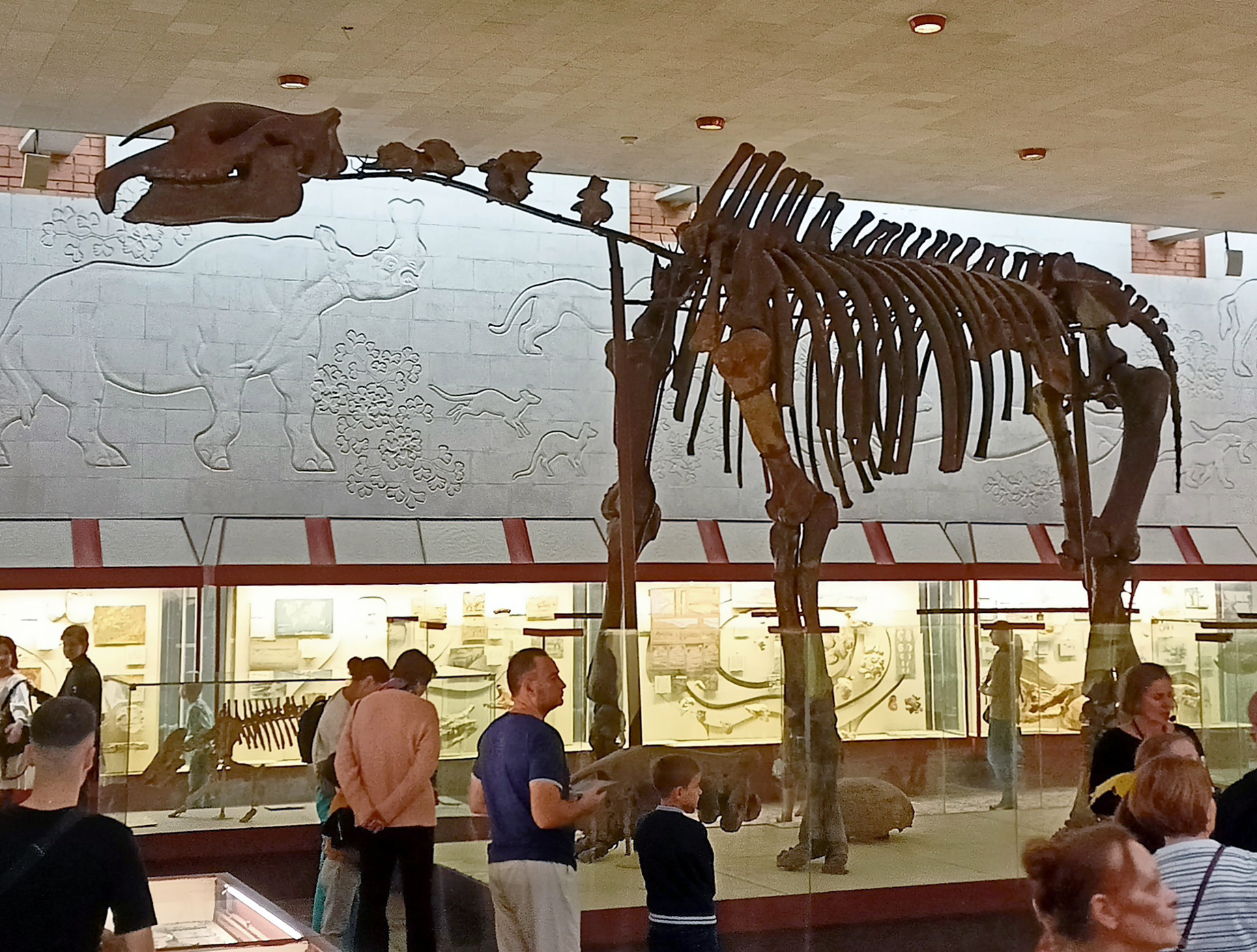
Esqueleto de Paraceratherium, un rinocerótido.

Tras la extinción masiva del Cretácico-Paleógeno, los dinosaurios megaherbívoros desaparecieron de la faz de la Tierra. Se cree que un mecanismo desempeñó un papel importante: un impacto astronómico en la península de Yucatán. Durante unos 25 millones de años, la Tierra estuvo desprovista de grandes herbívoros terrestres que pesaran más de una tonelada. Después de este periodo, las especies de mamíferos pequeños evolucionaron hasta convertirse en grandes herbívoros en todos los continentes alrededor de 40 mya. Los animales más grandes eran Paraceratheriidae y Proboscidea. Otros taxones incluían Brontotheriidae. Los Sirenia, megaherbívoros acuáticos, como los Dugongidae, Protosirenidae y Prorastomidae estaban presentes en el Eoceno. Los megaherbívoros habitaban todas las grandes masas continentales del Cenozoico y el Pleistoceno antes de la llegada de los humanos.

### Pleistoceno
En el Pleistoceno tardío había unas 50 especies diferentes.
|  | Diprotodontidae (1 sp) |
|  |                        |

| Sirenia     | Manatíes, dugones          |
|             | Manatíes, dugones          |
| Proboscidea | Elefantes, mamuts (16 spp) |
|             | Elefantes, mamuts (16 spp) |

| Cingulata | Gliptodontinos gigantes (5 spp)    |
|           | Gliptodontinos gigantes (5 spp)    |
| Pilosa    | Perezoso terrestre gigante (8 spp) |
|           | Perezoso terrestre gigante (8 spp) |

|  | Litopterna (1 sp)                      |
|  |                                        |
|  | Notoungulata toxodonta (1 sp)          |
|  |                                        |
|  | Perissodactyla Rhinocerotoidea (9 spp) |
|  |                                        |

|  | Hippopotamuses (2 spp)                                                                 |
|  |                                                                                        |
|  | \| \| Camellos gigantes (2 spp) \| \| \| \| \| \| Bóvidos gigantes (3 spp) \| \| \| \| |
|  |                                                                                        |
|  | Camellos gigantes (2 spp)                                                              |
|  |                                                                                        |
|  | Bóvidos gigantes (3 spp)                                                               |
|  |                                                                                        |

|  | Camellos gigantes (2 spp) |
|  |                           |
|  | Bóvidos gigantes (3 spp)  |
|  |                           |

|  | Litopterna (1 sp)                      |
|  |                                        |
|  | Notoungulata toxodonta (1 sp)          |
|  |                                        |
|  | Perissodactyla Rhinocerotoidea (9 spp) |
|  |                                        |

|  | Hippopotamuses (2 spp)                                                                 |
|  |                                                                                        |
|  | \| \| Camellos gigantes (2 spp) \| \| \| \| \| \| Bóvidos gigantes (3 spp) \| \| \| \| |
|  |                                                                                        |
|  | Camellos gigantes (2 spp)                                                              |
|  |                                                                                        |
|  | Bóvidos gigantes (3 spp)                                                               |
|  |                                                                                        |

|  | Camellos gigantes (2 spp) |
|  |                           |
|  | Bóvidos gigantes (3 spp)  |
|  |                           |

| Cingulata | Gliptodontinos gigantes (5 spp)    |
|           | Gliptodontinos gigantes (5 spp)    |
| Pilosa    | Perezoso terrestre gigante (8 spp) |
|           | Perezoso terrestre gigante (8 spp) |

|  | Litopterna (1 sp)                      |
|  |                                        |
|  | Notoungulata toxodonta (1 sp)          |
|  |                                        |
|  | Perissodactyla Rhinocerotoidea (9 spp) |
|  |                                        |

|  | Hippopotamuses (2 spp)                                                                 |
|  |                                                                                        |
|  | \| \| Camellos gigantes (2 spp) \| \| \| \| \| \| Bóvidos gigantes (3 spp) \| \| \| \| |
|  |                                                                                        |
|  | Camellos gigantes (2 spp)                                                              |
|  |                                                                                        |
|  | Bóvidos gigantes (3 spp)                                                               |
|  |                                                                                        |

|  | Camellos gigantes (2 spp) |
|  |                           |
|  | Bóvidos gigantes (3 spp)  |
|  |                           |

|  | Litopterna (1 sp)                      |
|  |                                        |
|  | Notoungulata toxodonta (1 sp)          |
|  |                                        |
|  | Perissodactyla Rhinocerotoidea (9 spp) |
|  |                                        |

|  | Hippopotamuses (2 spp)                                                                 |
|  |                                                                                        |
|  | \| \| Camellos gigantes (2 spp) \| \| \| \| \| \| Bóvidos gigantes (3 spp) \| \| \| \| |
|  |                                                                                        |
|  | Camellos gigantes (2 spp)                                                              |
|  |                                                                                        |
|  | Bóvidos gigantes (3 spp)                                                               |
|  |                                                                                        |

|  | Camellos gigantes (2 spp) |
|  |                           |
|  | Bóvidos gigantes (3 spp)  |
|  |                           |

| Sirenia     | Manatíes, dugones          |
|             | Manatíes, dugones          |
| Proboscidea | Elefantes, mamuts (16 spp) |
|             | Elefantes, mamuts (16 spp) |

| Cingulata | Gliptodontinos gigantes (5 spp)    |
|           | Gliptodontinos gigantes (5 spp)    |
| Pilosa    | Perezoso terrestre gigante (8 spp) |
|           | Perezoso terrestre gigante (8 spp) |

|  | Litopterna (1 sp)                      |
|  |                                        |
|  | Notoungulata toxodonta (1 sp)          |
|  |                                        |
|  | Perissodactyla Rhinocerotoidea (9 spp) |
|  |                                        |

|  | Hippopotamuses (2 spp)                                                                 |
|  |                                                                                        |
|  | \| \| Camellos gigantes (2 spp) \| \| \| \| \| \| Bóvidos gigantes (3 spp) \| \| \| \| |
|  |                                                                                        |
|  | Camellos gigantes (2 spp)                                                              |
|  |                                                                                        |
|  | Bóvidos gigantes (3 spp)                                                               |
|  |                                                                                        |

|  | Camellos gigantes (2 spp) |
|  |                           |
|  | Bóvidos gigantes (3 spp)  |
|  |                           |

|  | Litopterna (1 sp)                      |
|  |                                        |
|  | Notoungulata toxodonta (1 sp)          |
|  |                                        |
|  | Perissodactyla Rhinocerotoidea (9 spp) |
|  |                                        |

|  | Hippopotamuses (2 spp)                                                                 |
|  |                                                                                        |
|  | \| \| Camellos gigantes (2 spp) \| \| \| \| \| \| Bóvidos gigantes (3 spp) \| \| \| \| |
|  |                                                                                        |
|  | Camellos gigantes (2 spp)                                                              |
|  |                                                                                        |
|  | Bóvidos gigantes (3 spp)                                                               |
|  |                                                                                        |

|  | Camellos gigantes (2 spp) |
|  |                           |
|  | Bóvidos gigantes (3 spp)  |
|  |                           |

| Cingulata | Gliptodontinos gigantes (5 spp)    |
|           | Gliptodontinos gigantes (5 spp)    |
| Pilosa    | Perezoso terrestre gigante (8 spp) |
|           | Perezoso terrestre gigante (8 spp) |

|  | Litopterna (1 sp)                      |
|  |                                        |
|  | Notoungulata toxodonta (1 sp)          |
|  |                                        |
|  | Perissodactyla Rhinocerotoidea (9 spp) |
|  |                                        |

|  | Hippopotamuses (2 spp)                                                                 |
|  |                                                                                        |
|  | \| \| Camellos gigantes (2 spp) \| \| \| \| \| \| Bóvidos gigantes (3 spp) \| \| \| \| |
|  |                                                                                        |
|  | Camellos gigantes (2 spp)                                                              |
|  |                                                                                        |
|  | Bóvidos gigantes (3 spp)                                                               |
|  |                                                                                        |

|  | Camellos gigantes (2 spp) |
|  |                           |
|  | Bóvidos gigantes (3 spp)  |
|  |                           |

|  | Litopterna (1 sp)                      |
|  |                                        |
|  | Notoungulata toxodonta (1 sp)          |
|  |                                        |
|  | Perissodactyla Rhinocerotoidea (9 spp) |
|  |                                        |

|  | Hippopotamuses (2 spp)                                                                 |
|  |                                                                                        |
|  | \| \| Camellos gigantes (2 spp) \| \| \| \| \| \| Bóvidos gigantes (3 spp) \| \| \| \| |
|  |                                                                                        |
|  | Camellos gigantes (2 spp)                                                              |
|  |                                                                                        |
|  | Bóvidos gigantes (3 spp)                                                               |
|  |                                                                                        |

|  | Camellos gigantes (2 spp) |
|  |                           |
|  | Bóvidos gigantes (3 spp)  |
|  |                           |

|  | Diprotodontidae (1 sp) |
|  |                        |

| Sirenia     | Manatíes, dugones          |
|             | Manatíes, dugones          |
| Proboscidea | Elefantes, mamuts (16 spp) |
|             | Elefantes, mamuts (16 spp) |

| Cingulata | Gliptodontinos gigantes (5 spp)    |
|           | Gliptodontinos gigantes (5 spp)    |
| Pilosa    | Perezoso terrestre gigante (8 spp) |
|           | Perezoso terrestre gigante (8 spp) |

|  | Litopterna (1 sp)                      |
|  |                                        |
|  | Notoungulata toxodonta (1 sp)          |
|  |                                        |
|  | Perissodactyla Rhinocerotoidea (9 spp) |
|  |                                        |

|  | Hippopotamuses (2 spp)                                                                 |
|  |                                                                                        |
|  | \| \| Camellos gigantes (2 spp) \| \| \| \| \| \| Bóvidos gigantes (3 spp) \| \| \| \| |
|  |                                                                                        |
|  | Camellos gigantes (2 spp)                                                              |
|  |                                                                                        |
|  | Bóvidos gigantes (3 spp)                                                               |
|  |                                                                                        |

|  | Camellos gigantes (2 spp) |
|  |                           |
|  | Bóvidos gigantes (3 spp)  |
|  |                           |

|  | Litopterna (1 sp)                      |
|  |                                        |
|  | Notoungulata toxodonta (1 sp)          |
|  |                                        |
|  | Perissodactyla Rhinocerotoidea (9 spp) |
|  |                                        |

|  | Hippopotamuses (2 spp)                                                                 |
|  |                                                                                        |
|  | \| \| Camellos gigantes (2 spp) \| \| \| \| \| \| Bóvidos gigantes (3 spp) \| \| \| \| |
|  |                                                                                        |
|  | Camellos gigantes (2 spp)                                                              |
|  |                                                                                        |
|  | Bóvidos gigantes (3 spp)                                                               |
|  |                                                                                        |

|  | Camellos gigantes (2 spp) |
|  |                           |
|  | Bóvidos gigantes (3 spp)  |
|  |                           |

| Cingulata | Gliptodontinos gigantes (5 spp)    |
|           | Gliptodontinos gigantes (5 spp)    |
| Pilosa    | Perezoso terrestre gigante (8 spp) |
|           | Perezoso terrestre gigante (8 spp) |

|  | Litopterna (1 sp)                      |
|  |                                        |
|  | Notoungulata toxodonta (1 sp)          |
|  |                                        |
|  | Perissodactyla Rhinocerotoidea (9 spp) |
|  |                                        |

|  | Hippopotamuses (2 spp)                                                                 |
|  |                                                                                        |
|  | \| \| Camellos gigantes (2 spp) \| \| \| \| \| \| Bóvidos gigantes (3 spp) \| \| \| \| |
|  |                                                                                        |
|  | Camellos gigantes (2 spp)                                                              |
|  |                                                                                        |
|  | Bóvidos gigantes (3 spp)                                                               |
|  |                                                                                        |

|  | Camellos gigantes (2 spp) |
|  |                           |
|  | Bóvidos gigantes (3 spp)  |
|  |                           |

|  | Litopterna (1 sp)                      |
|  |                                        |
|  | Notoungulata toxodonta (1 sp)          |
|  |                                        |
|  | Perissodactyla Rhinocerotoidea (9 spp) |
|  |                                        |

|  | Hippopotamuses (2 spp)                                                                 |
|  |                                                                                        |
|  | \| \| Camellos gigantes (2 spp) \| \| \| \| \| \| Bóvidos gigantes (3 spp) \| \| \| \| |
|  |                                                                                        |
|  | Camellos gigantes (2 spp)                                                              |
|  |                                                                                        |
|  | Bóvidos gigantes (3 spp)                                                               |
|  |                                                                                        |

|  | Camellos gigantes (2 spp) |
|  |                           |
|  | Bóvidos gigantes (3 spp)  |
|  |                           |

| Sirenia     | Manatíes, dugones          |
|             | Manatíes, dugones          |
| Proboscidea | Elefantes, mamuts (16 spp) |
|             | Elefantes, mamuts (16 spp) |

| Cingulata | Gliptodontinos gigantes (5 spp)    |
|           | Gliptodontinos gigantes (5 spp)    |
| Pilosa    | Perezoso terrestre gigante (8 spp) |
|           | Perezoso terrestre gigante (8 spp) |

|  | Litopterna (1 sp)                      |
|  |                                        |
|  | Notoungulata toxodonta (1 sp)          |
|  |                                        |
|  | Perissodactyla Rhinocerotoidea (9 spp) |
|  |                                        |

|  | Hippopotamuses (2 spp)                                                                 |
|  |                                                                                        |
|  | \| \| Camellos gigantes (2 spp) \| \| \| \| \| \| Bóvidos gigantes (3 spp) \| \| \| \| |
|  |                                                                                        |
|  | Camellos gigantes (2 spp)                                                              |
|  |                                                                                        |
|  | Bóvidos gigantes (3 spp)                                                               |
|  |                                                                                        |

|  | Camellos gigantes (2 spp) |
|  |                           |
|  | Bóvidos gigantes (3 spp)  |
|  |                           |

|  | Litopterna (1 sp)                      |
|  |                                        |
|  | Notoungulata toxodonta (1 sp)          |
|  |                                        |
|  | Perissodactyla Rhinocerotoidea (9 spp) |
|  |                                        |

|  | Hippopotamuses (2 spp)                                                                 |
|  |                                                                                        |
|  | \| \| Camellos gigantes (2 spp) \| \| \| \| \| \| Bóvidos gigantes (3 spp) \| \| \| \| |
|  |                                                                                        |
|  | Camellos gigantes (2 spp)                                                              |
|  |                                                                                        |
|  | Bóvidos gigantes (3 spp)                                                               |
|  |                                                                                        |

|  | Camellos gigantes (2 spp) |
|  |                           |
|  | Bóvidos gigantes (3 spp)  |
|  |                           |

| Cingulata | Gliptodontinos gigantes (5 spp)    |
|           | Gliptodontinos gigantes (5 spp)    |
| Pilosa    | Perezoso terrestre gigante (8 spp) |
|           | Perezoso terrestre gigante (8 spp) |

|  | Litopterna (1 sp)                      |
|  |                                        |
|  | Notoungulata toxodonta (1 sp)          |
|  |                                        |
|  | Perissodactyla Rhinocerotoidea (9 spp) |
|  |                                        |

|  | Hippopotamuses (2 spp)                                                                 |
|  |                                                                                        |
|  | \| \| Camellos gigantes (2 spp) \| \| \| \| \| \| Bóvidos gigantes (3 spp) \| \| \| \| |
|  |                                                                                        |
|  | Camellos gigantes (2 spp)                                                              |
|  |                                                                                        |
|  | Bóvidos gigantes (3 spp)                                                               |
|  |                                                                                        |

|  | Camellos gigantes (2 spp) |
|  |                           |
|  | Bóvidos gigantes (3 spp)  |
|  |                           |

|  | Litopterna (1 sp)                      |
|  |                                        |
|  | Notoungulata toxodonta (1 sp)          |
|  |                                        |
|  | Perissodactyla Rhinocerotoidea (9 spp) |
|  |                                        |

|  | Hippopotamuses (2 spp)                                                                 |
|  |                                                                                        |
|  | \| \| Camellos gigantes (2 spp) \| \| \| \| \| \| Bóvidos gigantes (3 spp) \| \| \| \| |
|  |                                                                                        |
|  | Camellos gigantes (2 spp)                                                              |
|  |                                                                                        |
|  | Bóvidos gigantes (3 spp)                                                               |
|  |                                                                                        |

|  | Camellos gigantes (2 spp) |
|  |                           |
|  | Bóvidos gigantes (3 spp)  |
|  |                           |

El Diprotodon, el marsupial más grande que ha existido, estaba presente en todo el continente australiano en el Pleistoceno tardío. En otros lugares, los megaherbívoros como los gliptodontes eran herbívoros herbívoros que no poseían dientes incisivos ni caninos, pero tenían dientes en las mejillas que les permitían triturar vegetación dura. Habitaban hábitats de América del Sur y del Norte. Los perezosos terrestres eran herbívoros, algunos ramoneaban, otros pastoreaban, y algunos intermedios entre los dos como alimentadores mixtos. Los especímenes fosilizados se encontraron principalmente en América del Sur y del Norte, con un espécimen encontrado tan al norte como Alaska. Los mamuts, como los elefantes actuales, tenían molares hipsodontales. Estas características permitían a los mamuts vivir una vida expansiva debido a la disponibilidad de pastos y árboles. Hoy en día, nueve de las 50 especies persisten. En América se produjo el mayor declive de megaherbívoros, con la extinción de 27 especies.
El evento de extinción del Cuaternario es un acontecimiento en el que se extinguieron muchas especies de megafauna (sobre todo mamíferos). Este evento causó la desaparición de megaherbívoros en la mayoría de los continentes de la Tierra. El cambio climático y la llegada de los humanos se consideran causas probables de las extinciones. Se cree que los humanos cazaron megaherbívoros hasta su extinción, lo que llevó a la extinción de los carnívoros y carroñeros que se habían alimentado de esos animales. Los científicos han propuesto que las extinciones se debieron a un clima cada vez más extremo con veranos más calurosos e inviernos más fríos, conocido como «continentalidad», o a cambios en las precipitaciones.

### Reciente
|             | \| Sirenia \| Manatíes, Dugongs (4 spp) \| \| \| Manatíes, Dugongs (4 spp) \| \| Proboscidea \| Elefantes (3 spp) \| \| \| Elefantes (3 spp) \| |
|             | |
| Sirenia     | Manatíes, Dugongs (4 spp) |
|             | Manatíes, Dugongs (4 spp) |
| Proboscidea | Elefantes (3 spp) |
|             | Elefantes (3 spp) |

| Sirenia     | Manatíes, Dugongs (4 spp) |
|             | Manatíes, Dugongs (4 spp) |
| Proboscidea | Elefantes (3 spp)         |
|             | Elefantes (3 spp)         |

| Perissodactyla | Rhinoceroses (4 spp)                                                  |
|                | Rhinoceroses (4 spp)                                                  |
| Artiodactyla   | \| \| Jirafas (1 sp) \| \| \| \| \| \| Hipopótamos (1 sp) \| \| \| \| |
|                | \| \| Jirafas (1 sp) \| \| \| \| \| \| Hipopótamos (1 sp) \| \| \| \| |
|                | Jirafas (1 sp)                                                        |
|                |                                                                       |
|                | Hipopótamos (1 sp)                                                    |
|                |                                                                       |

|  | Jirafas (1 sp)     |
|  |                    |
|  | Hipopótamos (1 sp) |
|  |                    |

| Perissodactyla | Rhinoceroses (4 spp)                                                  |
|                | Rhinoceroses (4 spp)                                                  |
| Artiodactyla   | \| \| Jirafas (1 sp) \| \| \| \| \| \| Hipopótamos (1 sp) \| \| \| \| |
|                | \| \| Jirafas (1 sp) \| \| \| \| \| \| Hipopótamos (1 sp) \| \| \| \| |
|                | Jirafas (1 sp)                                                        |
|                |                                                                       |
|                | Hipopótamos (1 sp)                                                    |
|                |                                                                       |

|  | Jirafas (1 sp)     |
|  |                    |
|  | Hipopótamos (1 sp) |
|  |                    |

|             | \| Sirenia \| Manatíes, Dugongs (4 spp) \| \| \| Manatíes, Dugongs (4 spp) \| \| Proboscidea \| Elefantes (3 spp) \| \| \| Elefantes (3 spp) \| |
|             | |
| Sirenia     | Manatíes, Dugongs (4 spp) |
|             | Manatíes, Dugongs (4 spp) |
| Proboscidea | Elefantes (3 spp) |
|             | Elefantes (3 spp) |

| Sirenia     | Manatíes, Dugongs (4 spp) |
|             | Manatíes, Dugongs (4 spp) |
| Proboscidea | Elefantes (3 spp)         |
|             | Elefantes (3 spp)         |

| Perissodactyla | Rhinoceroses (4 spp)                                                  |
|                | Rhinoceroses (4 spp)                                                  |
| Artiodactyla   | \| \| Jirafas (1 sp) \| \| \| \| \| \| Hipopótamos (1 sp) \| \| \| \| |
|                | \| \| Jirafas (1 sp) \| \| \| \| \| \| Hipopótamos (1 sp) \| \| \| \| |
|                | Jirafas (1 sp)                                                        |
|                |                                                                       |
|                | Hipopótamos (1 sp)                                                    |
|                |                                                                       |

|  | Jirafas (1 sp)     |
|  |                    |
|  | Hipopótamos (1 sp) |
|  |                    |

| Perissodactyla | Rhinoceroses (4 spp)                                                  |
|                | Rhinoceroses (4 spp)                                                  |
| Artiodactyla   | \| \| Jirafas (1 sp) \| \| \| \| \| \| Hipopótamos (1 sp) \| \| \| \| |
|                | \| \| Jirafas (1 sp) \| \| \| \| \| \| Hipopótamos (1 sp) \| \| \| \| |
|                | Jirafas (1 sp)                                                        |
|                |                                                                       |
|                | Hipopótamos (1 sp)                                                    |
|                |                                                                       |

|  | Jirafas (1 sp)     |
|  |                    |
|  | Hipopótamos (1 sp) |
|  |                    |

Existen nueve especies de megaherbívoros en África y Asia: elefantes, rinocerontes, hipopótamos y jirafas.: 1  Los elefantes pertenecen al orden Proboscidea; un orden que existe desde finales del Paleoceno. Los hipopótamos son los parientes vivos más cercanos a los cetáceos; poco después de que el ancestro común de las ballenas y los hipopótamos divergiera de los ungulados pares, los linajes de los cetáceos y los hipopótamos se separaron. Los jiráfidos son un taxón hermano de los Antilocapridae, con una separación estimada de hace más de 20 millones de años, según un estudio del genoma de 2019. Los rinocerontes pueden tener su origen en el Hyrachyus, un animal cuyos restos se remontan al Eoceno tardío.F
Los megaherbívoros y otros grandes herbívoros son cada vez menos comunes en toda su distribución natural, lo que está repercutiendo en las especies animales del ecosistema. Esto se atribuye principalmente a la destrucción de su entorno natural, la agricultura, la caza excesiva y la invasión humana de sus hábitats. Como consecuencia de su lenta tasa de reproducción y la preferencia por especies de mayor tamaño, la sobreexplotación supone la mayor amenaza para los megaherbívoros. Con el paso del tiempo, se cree que la situación no hará más que empeorar.

## Ecología de la megaherbivoría reciente

### Ramoneadores y herbívoros
Las especies vivas presentan las siguientes adaptaciones: tienen tolerancia alimentaria, un fuerte efecto sobre la vegetación y, a excepción de las crías, se enfrentan a pocas amenazas de depredadores.
Los elefantes y los rinocerontes indios presentan hábitos alimentarios tanto de pastoreo como de ramoneo. El hipopótamo y el rinoceronte blanco prefieren la herbivoría de pastoreo, mientras que las jirafas y las otras tres especies de rinocerontes seleccionan más a menudo la herbivoría de ramoneo. Los mamíferos megaherbívoros consumen predominantemente graminoides. Prefieren comer las hojas y el tallo de la planta, así como sus frutos. También presentan fermentación tanto en el intestino anterior como en el posterior; los rinocerontes, hipopótamos y elefantes presentan la primera y las jirafas la segunda.: 16  Su tasa metabólica es letárgica y, como resultado, la digestión se ralentiza. Durante este prolongado periodo de digestión, la materia vegetal rica en fibra se desintegra.
Debido a su tamaño, los megaherbívoros pueden defoliar el paisaje; por ello, se les considera especies clave en su entorno. Los megaherbívoros afectan a la composición de las especies vegetales, lo que altera el movimiento y el intercambio de materia inorgánica y orgánica de vuelta a la producción de materia. Pueden abrir zonas mediante su comportamiento alimentario, que con el tiempo despeja la vegetación, incluidas las plantas exóticas invasoras. El número de semillas que esparcen los megaherbívoros es mayor que el de otros frugívoros. Además, los megaherbívoros que pastan, como el rinoceronte blanco, tienen un profundo impacto en la hierba corta. En un estudio, la hierba corta se hizo más infrecuente tras la eliminación de los rinocerontes blancos, lo que afectó a los herbívoros más pequeños de la zona.
En un estudio de 2018, se llegó a la conclusión de que los megaherbívoros no se veían afectados por el «paisaje del miedo», un paisaje en el que las presas evitan ciertas áreas de depredación de puntos calientes, alterando así las cascadas tróficas de miedo a los depredadores. Sus heces eran más aparentes en zonas cerradas y densas, lo que indica que distribuyen recursos a zonas de riesgo en este «paisaje del miedo».

### Interacciones interespecíficas
La mayoría de las especies de megaherbívoros son demasiado grandes y poderosas para que la mayoría de los depredadores puedan matarlas. Sin embargo, las crías son el objetivo de varias especies de depredadores.: 158  Las jirafas son el megaherbívoro más depredado, ya que no es raro que los leones cacen jirafas adultas en algunos lugares. Las crías son especialmente vulnerables, ya que entre una cuarta parte y la mitad de las crías de jirafa no llegan a la edad adulta. En el Parque Nacional de Chobe se han registrado casos de leones cazando elefantes jóvenes y subadultos. Los tigres son otro depredador conocido de elefantes jóvenes. Las crías de hipopótamo pueden ser a veces presa de leones, hienas manchadas y cocodrilos del Nilo.
Las jirafas pueden huir o actuar de forma no agresiva, mientras que los rinocerontes blancos no suelen reaccionar ante la presencia de depredadores. En cambio, los rinocerontes negros e indios, los elefantes y los hipopótamos reaccionan con fuerza ante los depredadores. : 124–131 

## Adaptaciones de los megaherbívoros actuales

### Tamaño
Los elefantes son los miembros más grandes, con un peso de entre 2,5 y 6,0 toneladas. Los rinocerontes indios, rinocerontes blancos e hipopótamos suelen pesar entre 1,4 y 2,3 toneladas. El rinoceronte de Java y el rinoceronte negro pesan de media entre 1 y 1,3 toneladas. Las jirafas son los miembros más pequeños, con un rango de peso general de 0,8-1,2 toneladas.: 14 

### Selección K
Los megaherbívoros actuales son especies con selección K, lo que significa que tienen una esperanza de vida alta, un crecimiento lento de la población, crías grandes, embarazos largos y bajas tasas de mortalidad. Han seleccionado la reproducción lenta para aumentar sus posibilidades de supervivencia y, como resultado, aumentar su esperanza de vida. Su gran tamaño les ofrece protección frente a los depredadores, pero al mismo tiempo disminuye el grado en que se reproducen debido a la restricción de sus fuentes de alimento. Este lento crecimiento de la población (los elefantes, por ejemplo, crecen a un ritmo del 6-7%), indica que las poblaciones pueden reducirse drásticamente si la presión de los depredadores es demasiado grande.: 293  En entornos estables, predomina la selección K como capacidad para competir con éxito por recursos limitados, y las poblaciones de organismos con selección K suelen ser muy constantes en número y cercanas al máximo que puede soportar el entorno. : 200 

### Reproducción

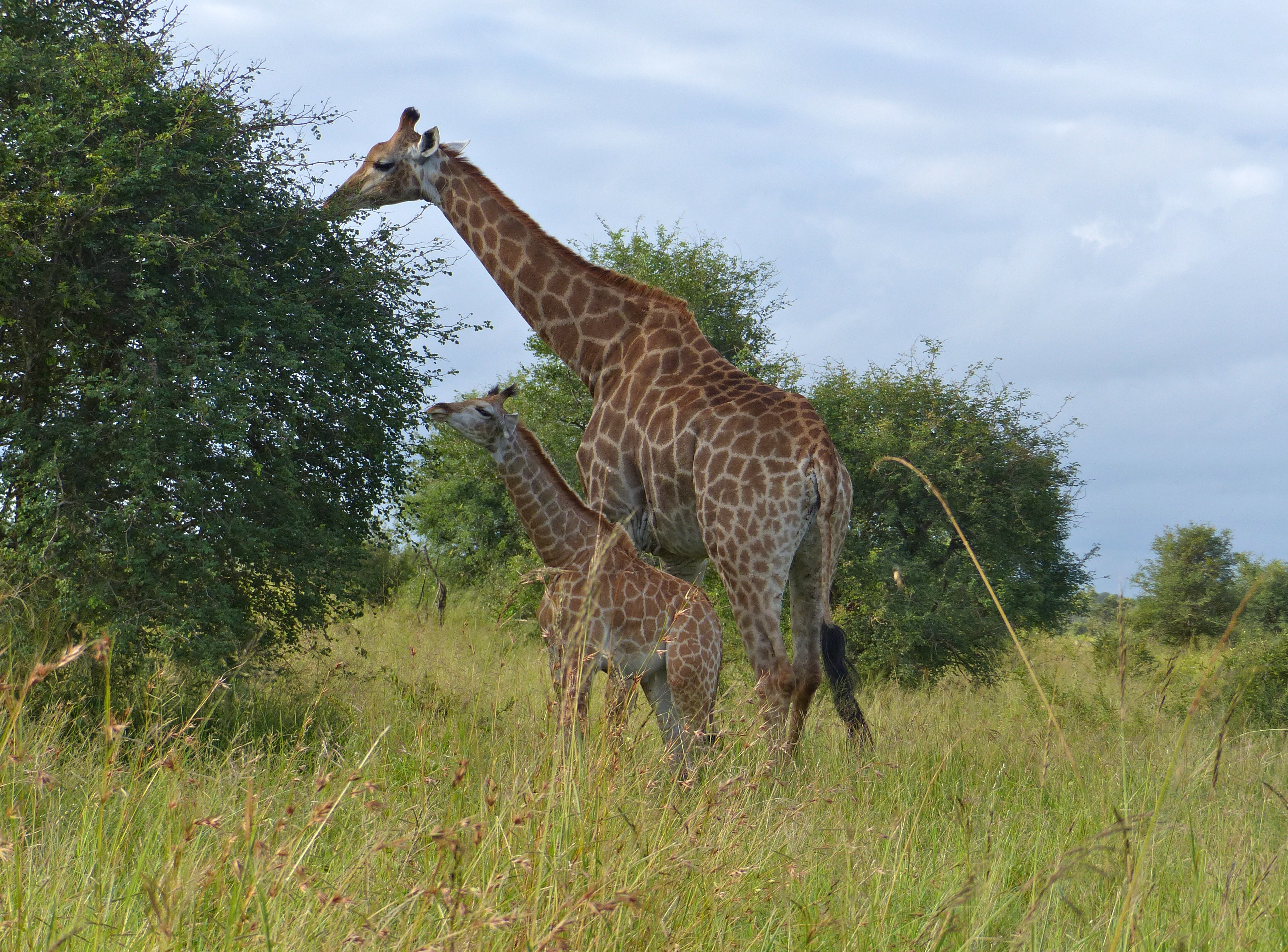
Las crías de jirafa no permanecen con sus madres, se sientan y se esconden durante la mayor parte del día, y sus madres las visitan brevemente para alimentarlas.

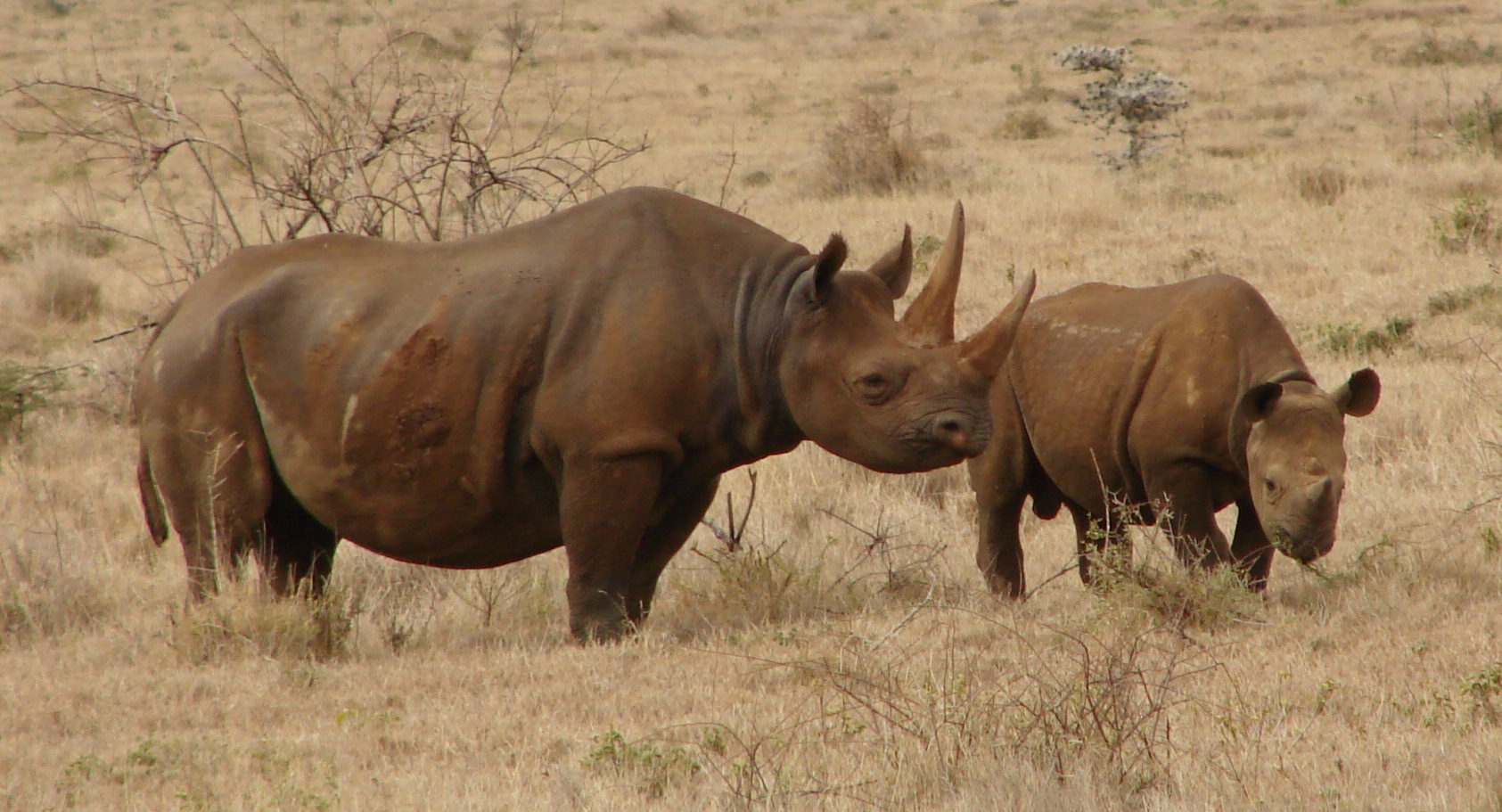
Las crías de rinoceronte negro son vulnerables a los depredadores y permanecen cerca de sus madres por seguridad entre 26 y 40 meses.

Cuando las hembras entran en celo, los machos intentarán atraerlas como pareja para aparearse. Estas oportunidades de apareamiento pueden estar influidas por el sistema jerárquico de los machos. Las jirafas y los elefantes se aparean durante un periodo relativamente corto, mientras que los rinocerontes y los hipopótamos tienen una sesión de apareamiento que dura un periodo de tiempo prolongado. Las hembras tienen largos periodos de gestación, entre 8 y 22 meses. Los intervalos entre partos varían según la especie, pero en general oscilan entre 1,3 y 4,5 años.: 116–124 
Suelen parir una sola cría que depende en gran medida de las hembras para alimentarse y protegerse. A medida que crecen, las crías empiezan a destetarse mientras siguen mamando. Cuando alcanzan la juventud, son capaces de valerse por sí mismos, pero sólo hasta cierto punto. Las hembras suelen separarse de sus crías persiguiéndolas. A pesar de ello, las hembras pueden seguir interactuando con su progenie incluso después del destete. : 133 

### Duración de la vida y mortalidad
Los hipopótamos y los rinocerontes pueden vivir hasta los 40 años, mientras que los elefantes pueden vivir más de 60. Las jirafas tienen una esperanza de vida de unos 25 años.: 158 
Entre el 2 y el 5% de los megaherbívoros adultos mueren cada año. Los machos tienen más probabilidades que las hembras de morir por heridas sufridas durante las disputas. Ocasionalmente, en épocas de sequía, las poblaciones pueden reducirse significativamente, siendo las crías las más afectadas en esos periodos. : 158 